# Палевка
Палевка — река в России, протекает по территории Можайского района Московской области. Устье реки находится в 363 км от устья Москвы по левому берегу. Длина реки составляет 2,5 км, площадь водосборного бассейна — 8,7 км². На берегах реки расположены деревни Неровново и Макарово.

## Данные водного реестра
По данным государственного водного реестра России, относится к Окскому бассейновому округу, речной бассейн — Ока, речной подбассейн — бассейны притоков Оки до впадения Мокши, водохозяйственный участок — Москва от Можайского гидроузла до города Звенигорода, без реки Рузы (от истока до Рузского гидроузла) и реки Озерны (от истока до Озернинского гидроузла).
Код объекта в государственном водном реестре — 09010101312110000023124.